# Alferius
Alferius van Pappacarbone (Italiaans: Alferio Pappacarbone) (Salerno (Italië), 930 - Badia di Cava (Italië) 12 april 1050), wordt vereerd als een heilige door de katholieke kerk en wordt herinnerd als de stichter van de Abdij van Cava.